# Francesco Uttini
Francesco Antonio Baldassare Uttini (Bolonia, 1723-Estocolmo, 25 de octubre de 1795) fue un compositor italiano afincado en Suecia. 

## Biografía
Discípulo del padre Martini, en 1743 ingresó en la Academia Filarmónica de Bolonia. Entró a trabajar como director musical en la compañía de los hermanos Mingotti, con la que se trasladó a Dinamarca, donde en 1754 estrenó la ópera Zenobia en Copenhague. Posteriormente viajó a Suecia, donde estrenó varias óperas con libreto de Pietro Metastasio. Trabajó para el rey Gustavo III, al que animó a crear un teatro de ópera en Estocolmo, la Ópera Real (Kungliga Operan), para cuya inauguración estrenó la primera ópera en sueco, Thetis och Pelée (1773).

## Óperas
- Alessandro nell'Indie (1743, Génova)
- Astianatte (1748, Cesena)
- Demofoonte (1750, Ferrara)
- Siroe (1752, Hamburgo)
- L'Olimpiade (1753, Copenhague)
- Zenobia (1754, Copenhague)
- La Galatea (1754, Drottningholm)
- L'isola disabitata (1755, Drottningholm)
- Il re pastore (1755, Drottningholm)
- L'eroe cinese (1757, Drottningholm)
- Adriano in Siria (1757, Drottningholm)
- Cythère assiégée (1762, Estocolmo)
- Il sogno di Scipione (1764, Estocolmo)
- Soliman II, ou Les trois sultanes (1765, Estocolmo)
- Le gui de chène (1766, Estocolmo)
- Psyché (1766, Drottningholm)
- L'aveugle de Palmyre (1768, Drottningholm)
- Thetis och Pelée (1773, Estocolmo)
- Birger Jarl och Mechtilde (1774, Estocolmo)
- Aline, drottning uti Golconda (1776, Estocolmo)